# Varanus macraei
Varanus macraei là một loài thằn lằn trong họ Varanidae. Loài này được Böhme & Jacobs mô tả khoa học đầu tiên năm 2001.

## Hình ảnh

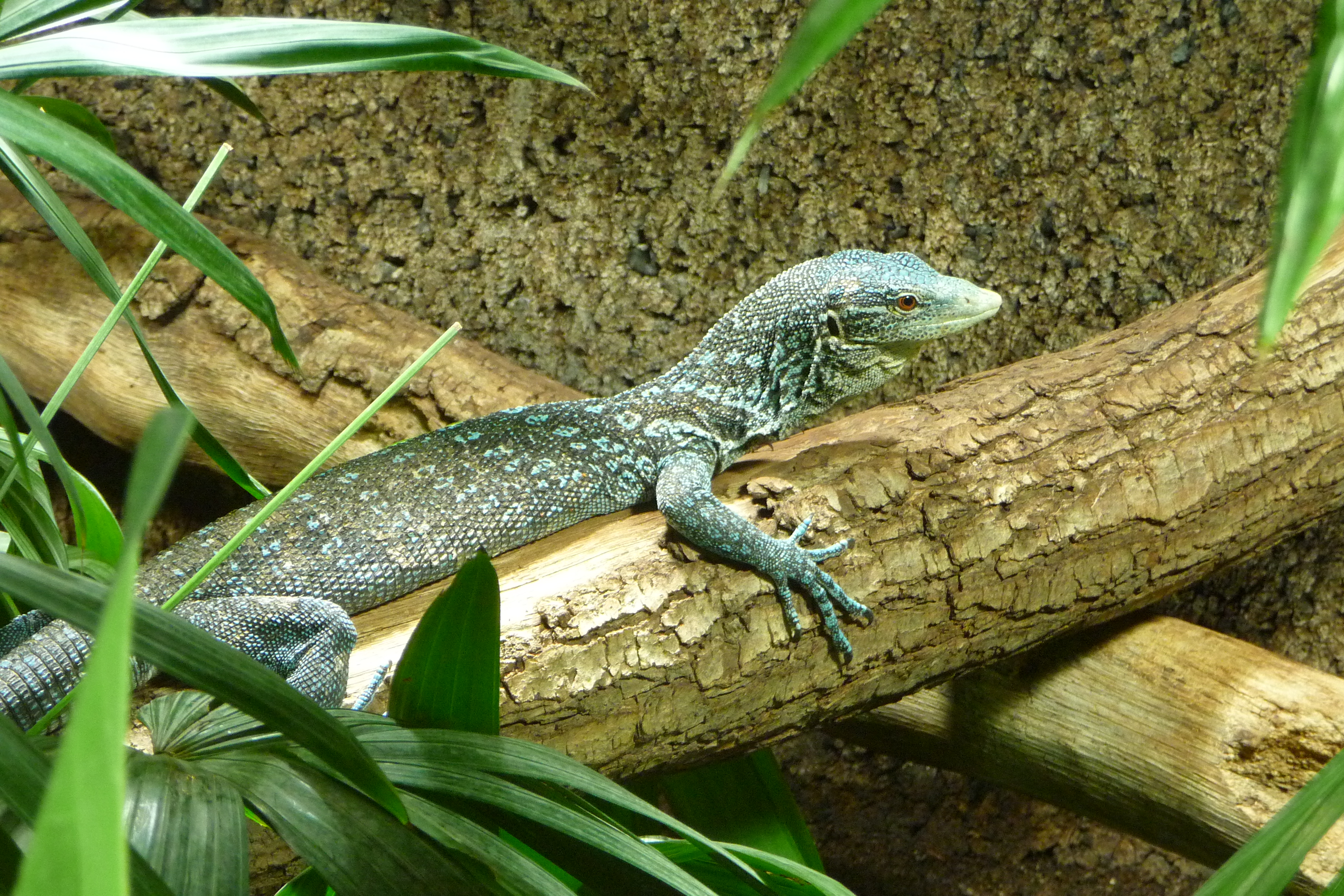
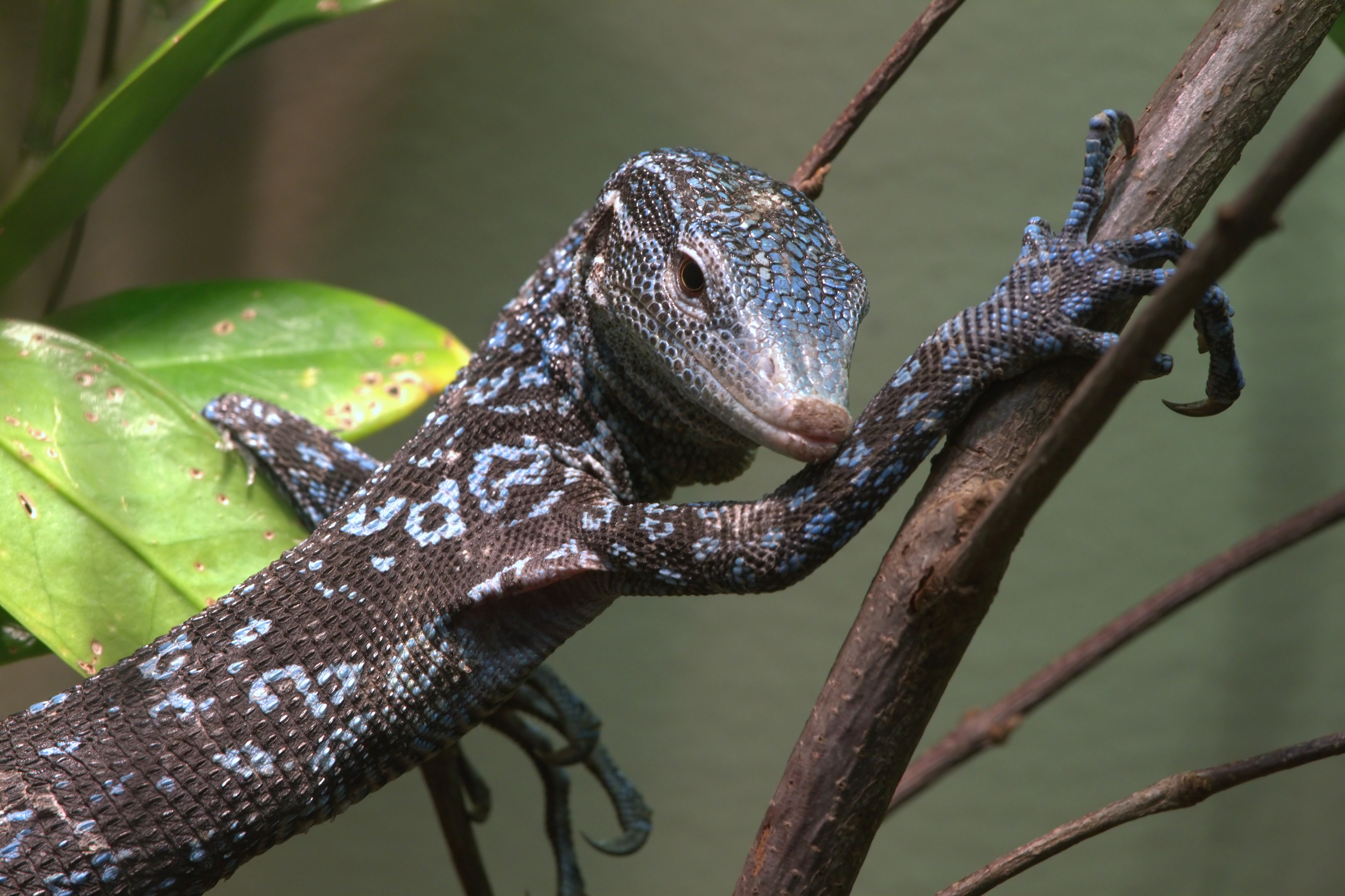
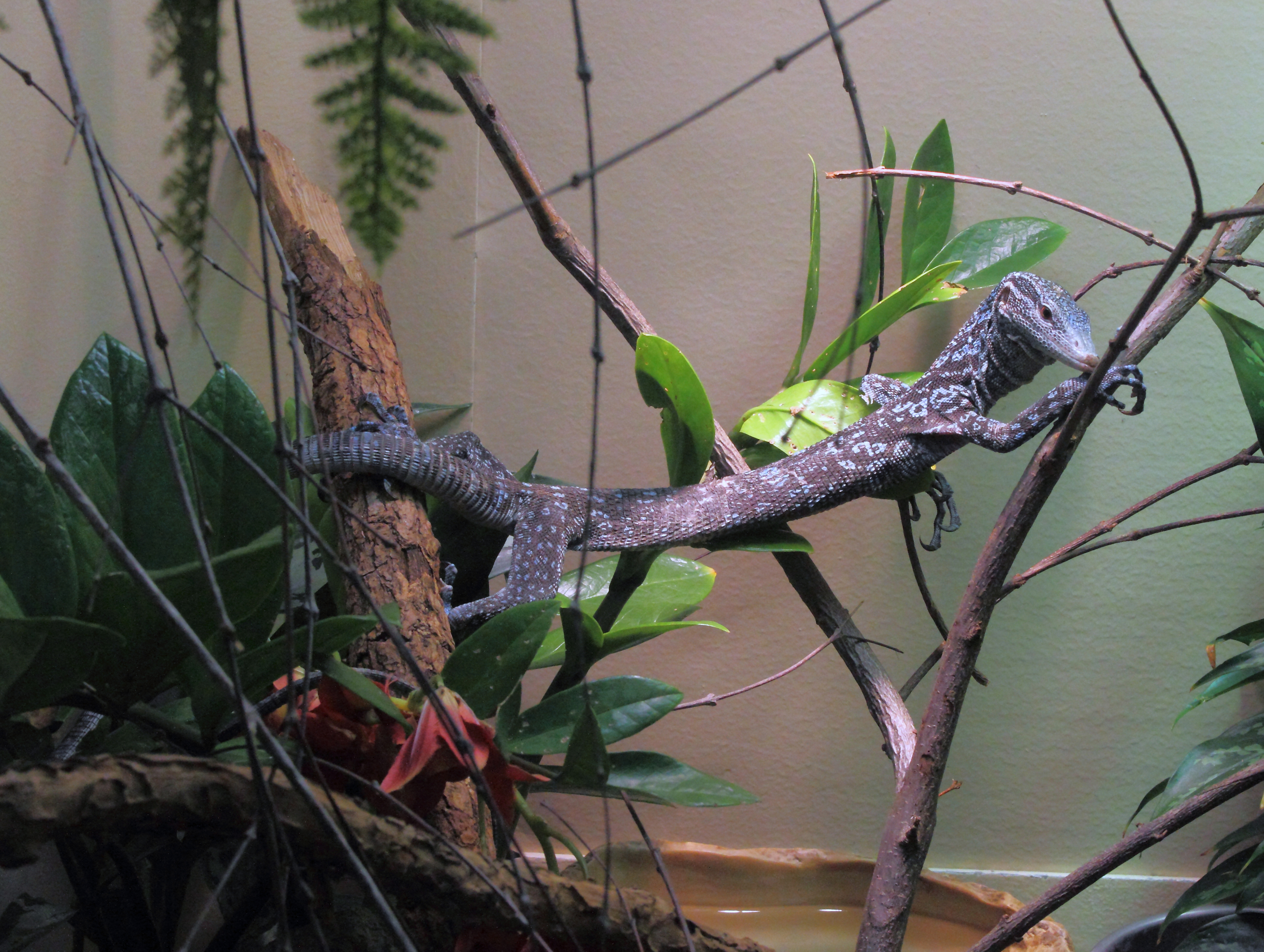
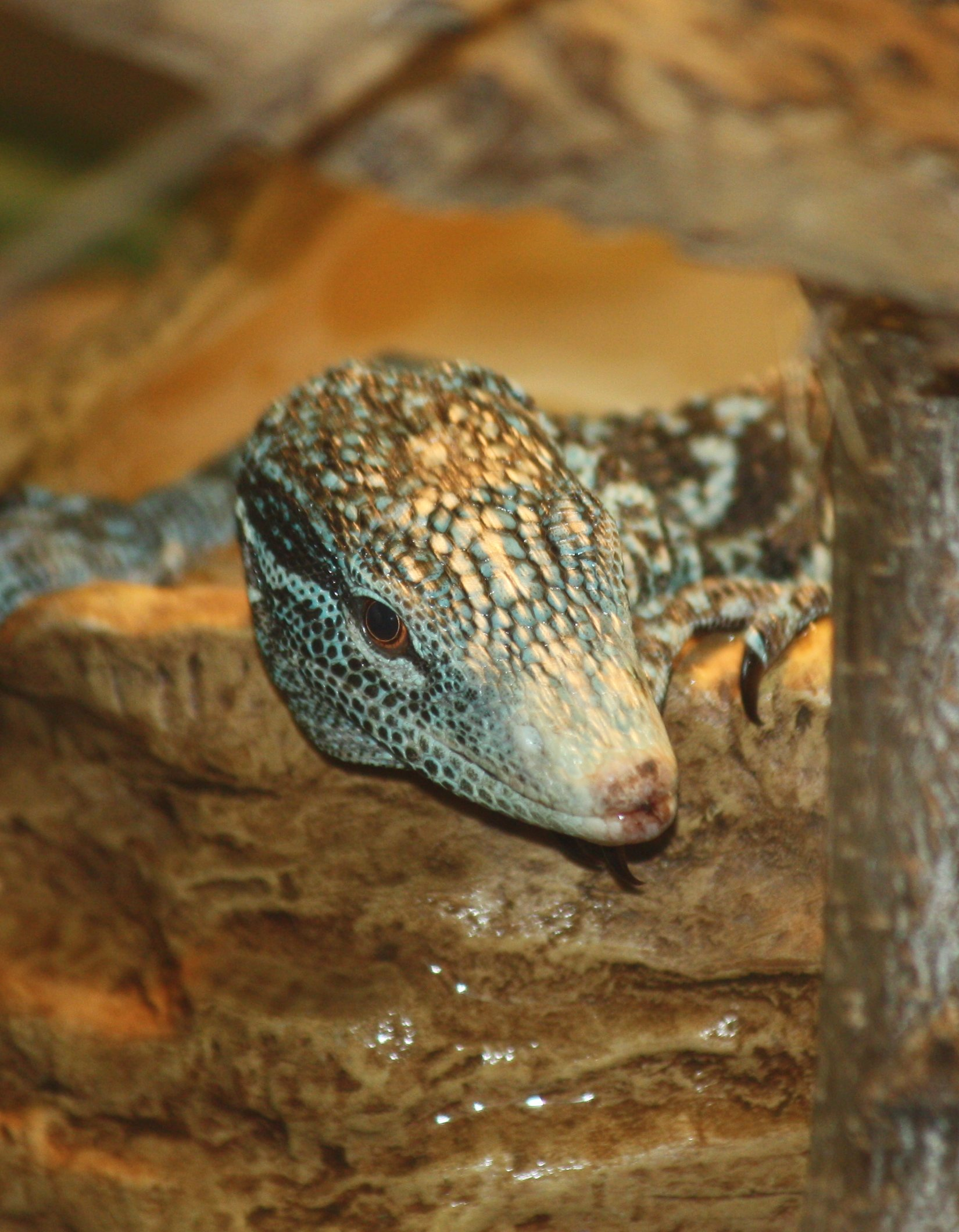
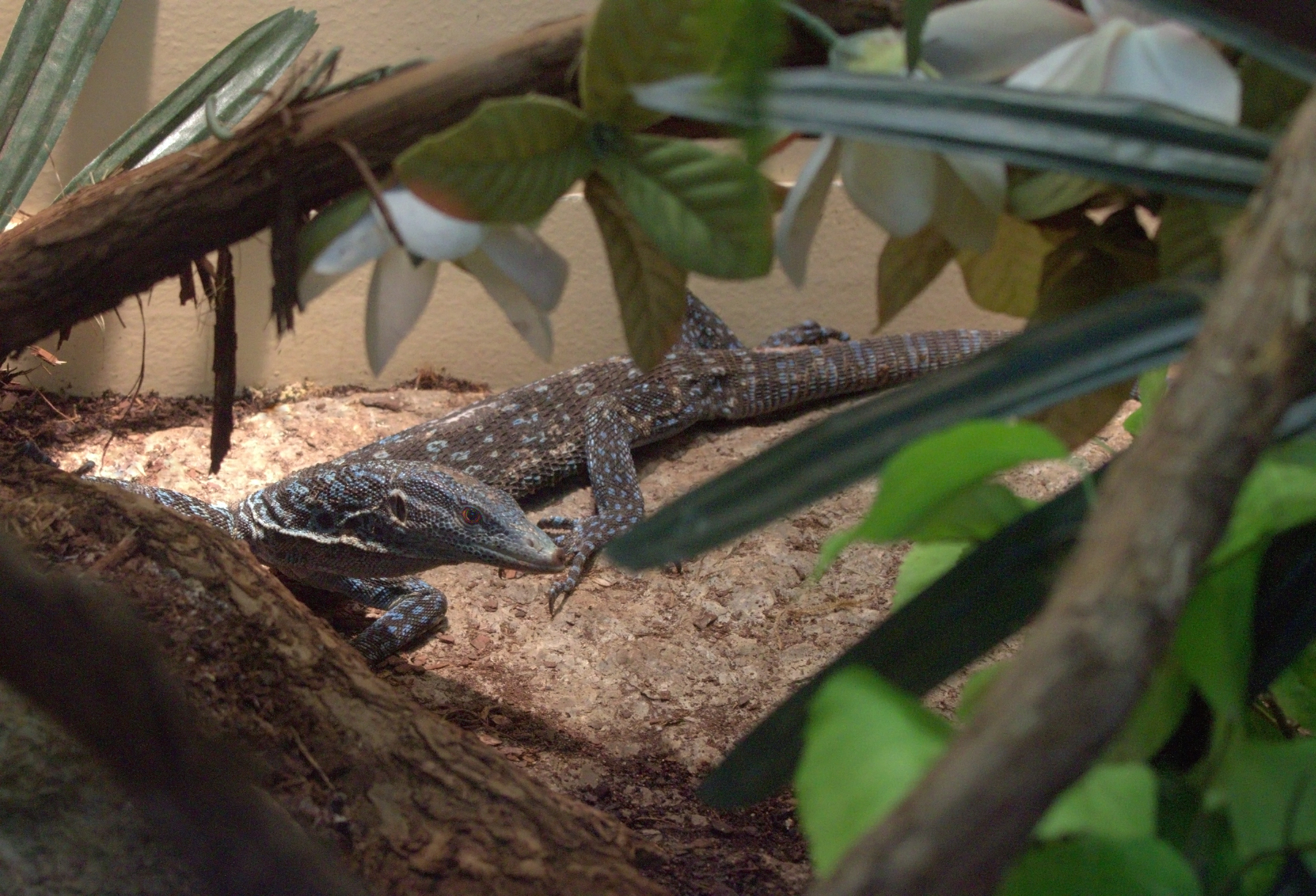
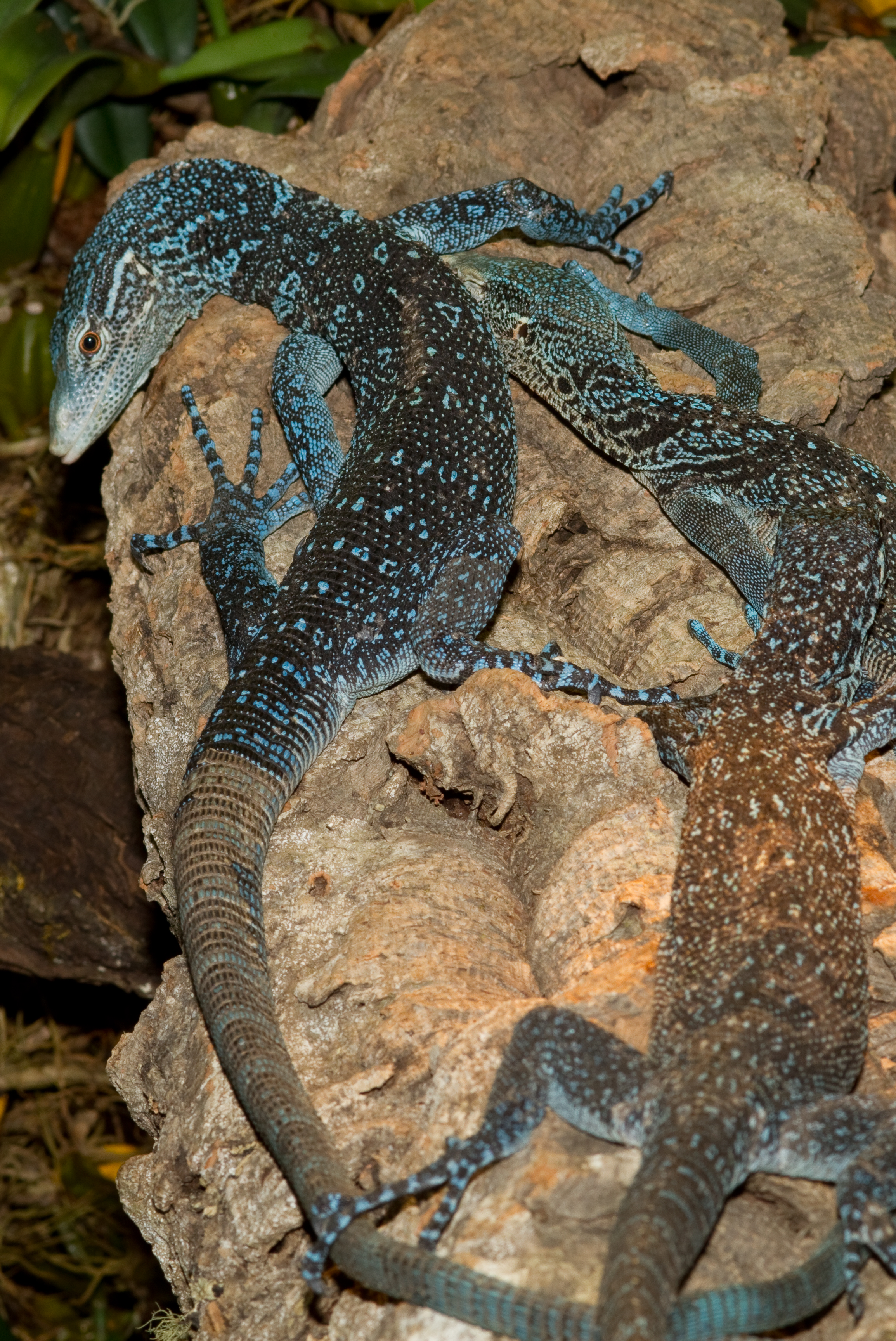